# Ardicino della Porta el Vell
Ardicino della Porta el Vell   (Suno, segle XIV - Roma, 9 d'abril de 1434) fou un cardenal italià.

## Biografia
Va néixer a la segona meitat del segle XIV, probablement entre 1370 i 1380. Llicenciat in utroque iure, estava casat i va tenir un fill, Corrado. Després de la mort de la seva dona va marxar a Roma on va ser clergue de la Cambra Apostòlica, corrector de cartes apostòliques i advocat consistorial. Va participar en el concili de Constança.
Va ser creat cardenal diaca pel papa Martí V en el consistori del 24 de maig de 1426. Tres dies després va rebre el diaconat de Santi Cosma e Damiano.
Va participar en el conclave de 1431, que va escollir el papa Eugeni IV.
Va morir a Roma el 9 d'abril de 1434 i va ser enterrat a la basílica de Sant Pere del Vaticà.
Va ser el besoncle d'Ardicino della Porta, també cardenal.